# Catagramma oculata
Catagramma oculata är en fjärilsart som beskrevs av Achille Guenée 1872. Catagramma oculata ingår i släktet Catagramma och familjen praktfjärilar. Inga underarter finns listade i Catalogue of Life.